# Liste der Monuments historiques in Pévy
Die Liste der Monuments historiques in Pévy führt die Monuments historiques in der französischen Gemeinde Pévy auf.

## Liste der Immobilien
| Bezeichnung       | Beschreibung           | Standort                      | Kennzeichnung | Schutzstatus | Datum | Bild           |
| ----------------- | ---------------------- | ----------------------------- | ------------- | ------------ | ----- | -------------- |
| Kirche Notre-Dame | ab dem 12. Jahrhundert | Rue de la Porte Goliva (Lage) | PA00078761    | Classé       | 1920  | weitere Bilder |

## Liste der Objekte
| Bezeichnung                 | Beschreibung               | Standort                        | Kennzeichnung | Schutzstatus | Datum | Bild           |
| --------------------------- | -------------------------- | ------------------------------- | ------------- | ------------ | ----- | -------------- |
| Kruzifix                    | Holz, 17. Jahrhundert      | in der Kirche Notre-Dame (Lage) | PM51001914    | Inscrit      | 1999  |                |
| Johannes-der-Täufer-Retabel | Stein, um 1500             | in der Kirche Notre-Dame (Lage) | PM51000636    | Classé       | 1908  |                |
| Taufbecken                  | Sandstein, 12. Jahrhundert | in der Kirche Notre-Dame (Lage) | PM51000635    | Classé       | 1907  | weitere Bilder |